# Sant’Anna della Rocca

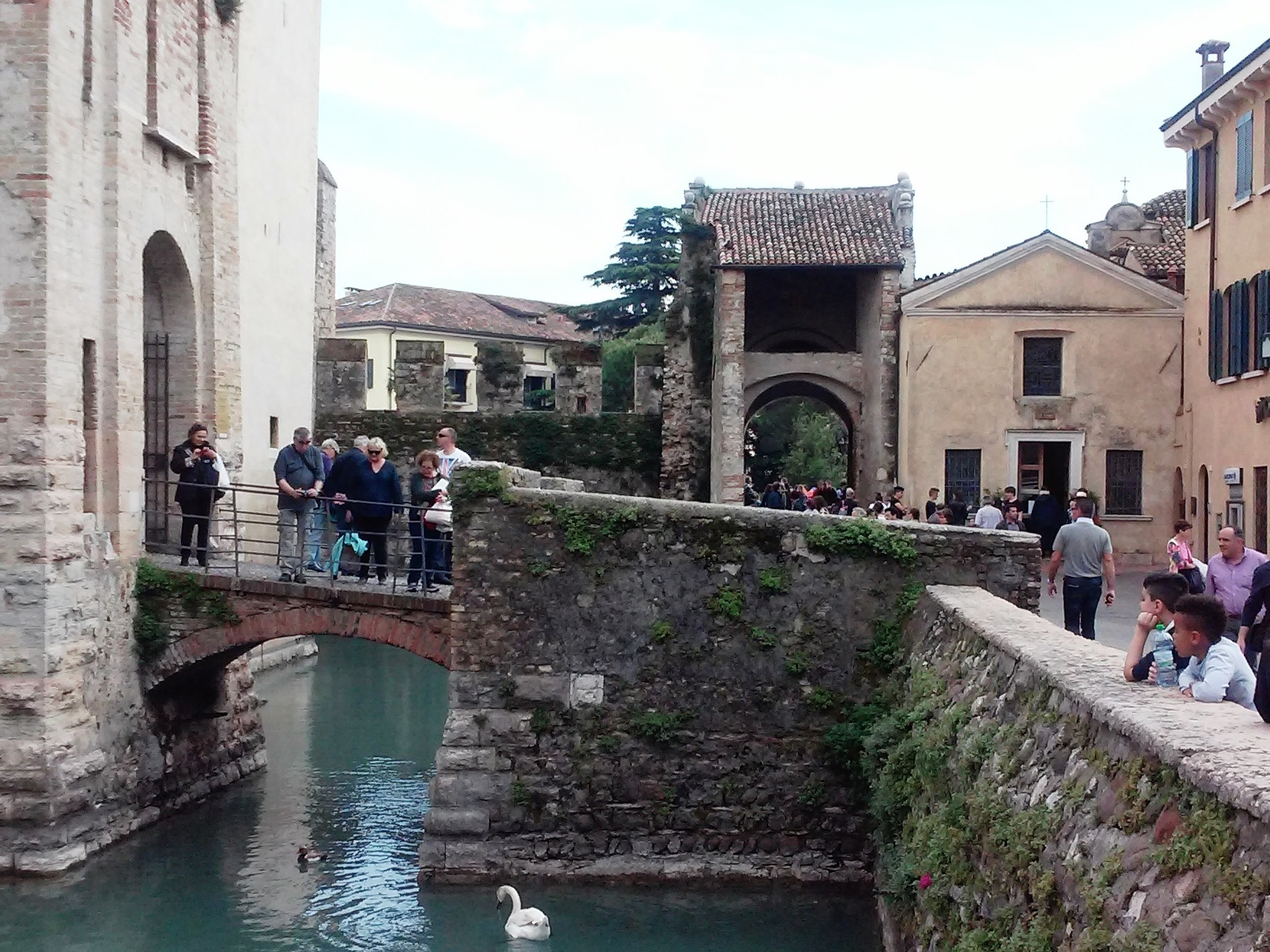
Am rechten Bildrand Sant’Anna della Rocca, daneben das Stadttor und links die Scaligerburg von Sirmione

Sant’Anna della Rocca, auch Sant’Anna della Porta, ist eine römisch-katholische Kirche in der italienischen Gemeinde Sirmione, einer schmalen Halbinsel im Gardasee.

## Beschreibung
Die kleine Kirche liegt am historischen Ortseingang von Sirmione gegenüber der Scaligerburg direkt neben dem südlichen Stadttor. Sie wurde ursprünglich als Kapelle Santa Maria del Ponte oder Madonna del Ponte in der Mitte des 14. Jahrhunderts errichtet. Ob sie der Burggarnison für religiöse Zwecke diente, ist umstritten.

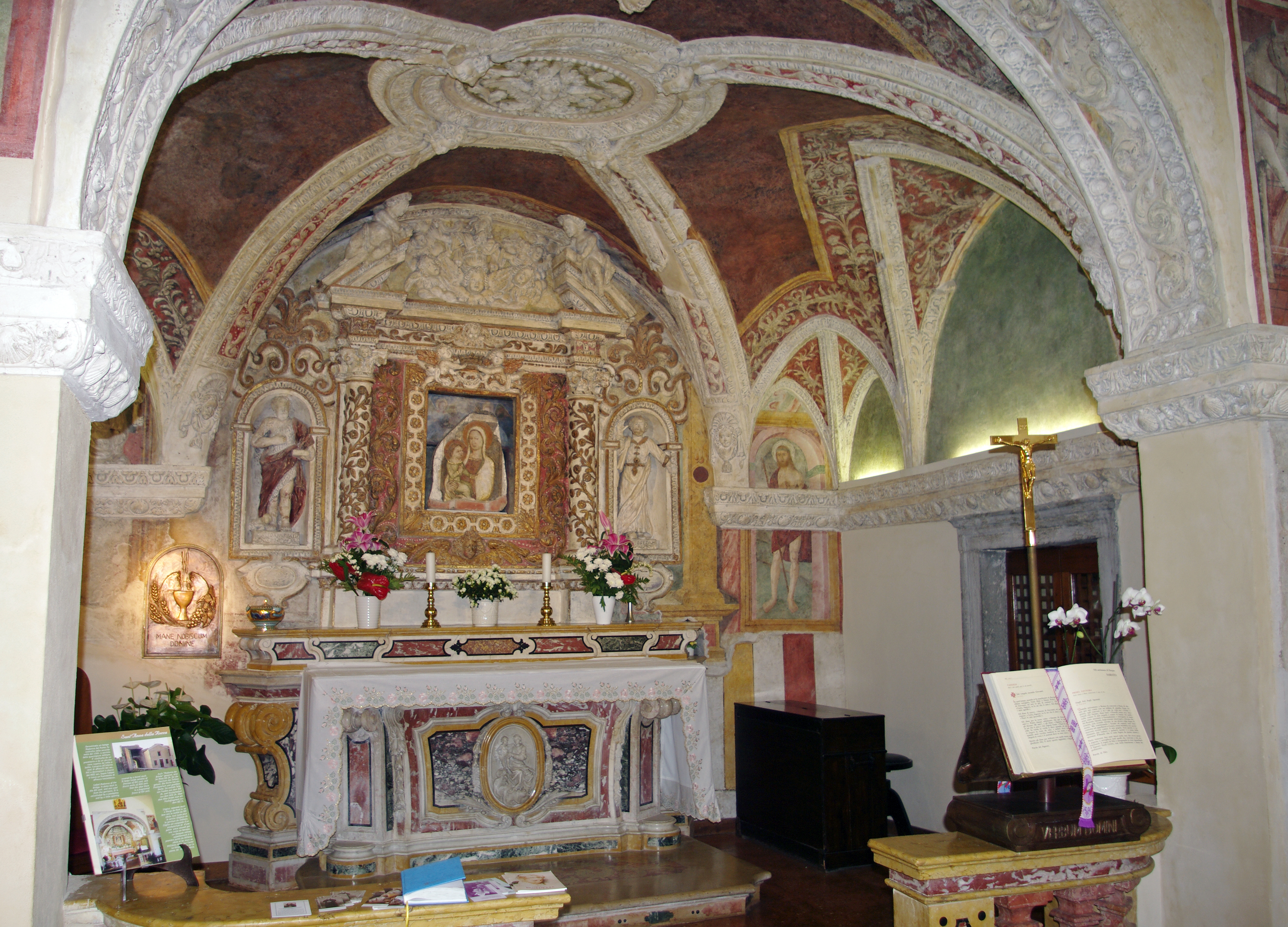
Presbyterium mit Altar und Zugang zur Sakristei

Das Gebäude wurde im Laufe der Jahrhunderte mehrfach baulich verändert und erweitert, worauf auch der unregelmäßige Grundriss hindeutet. Bereits im 15. Jahrhundert entstanden das Kreuzgewölbe im Presbyterium sowie die von unterschiedlichen Malern stammenden Fresken. Mit dem Anbau des Kirchenschiffs in Form eines Tonnengewölbes im 17. Jahrhundert erhielt das Gebäude seine heutige Größe.
Unverkennbare Elemente aus dem Barock sind der verzierte Altar aus Marmor sowie die Reliefstuckarbeiten. Lediglich das als Altarbild eingelassene Freskofragment der Madonna mit Kind eines unbekannten Künstlers aus dem 14. Jahrhundert ist älter. Die Herkunft des Fragments, auf dem auch ein Wappen der Scaliger abgebildet ist, ist unbekannt. Nach einigen Autoren könnte das Bild daraufhin hindeuten, dass die Kapelle als Wallfahrtsort Bedeutung gehabt haben könnte.
Die Glasmalereien über und neben dem Eingang stammen aus den 1950er und 1980er Jahren. Die Kirche wurde zwischen 2003 und 2005 restauriert.
Sant’Anna della Rocca besitzt keinen Campanile oder Glockenturm. Ein kleiner Raum, der als Sakristei genutzt wird, liegt rechts vom Presbyterium. Die in der Provinz Brescia in der Region Lombardei liegende Filialkirche untersteht dem Bistum Verona.